# Carrhotus sundaicus
Carrhotus sundaicus är en spindelart som beskrevs av Prószynski, Deeleman-Reinhold 20. Carrhotus sundaicus ingår i släktet Carrhotus och familjen hoppspindlar. Inga underarter finns listade.